# Aleksej Tjernovskij
Aleksej Aleksejevitj Tjernovskij (ryska: Алексей Алексеевич Черновский), född 15 mars 1904 i Samara, död 11 februari 1942 i Leningrad (nuvarande Sankt Petersburg) under belägringen av Leningrad, var en sovjetisk entomolog som specialiserade sig på fjädermyggor (Chironomidae).